# سونگ جائه-کون
سونگ جائه-کون (انگلیسی: Song Jae-kun؛ زادهٔ ۱۵ فوریهٔ ۱۹۷۴) اسکیت‌باز سرعت اهل کره جنوبی است.